# Epicus Doomicus Metallicus
Epicus Doomicus Metallicus er det svenske doom metalband Candlemass' debutalbum, udgivet i 1986. Den blev senere genudgivet med en bonus live-cd.

## Spor
Alle sange er skrevet af Leif Edling
1. "Solitude" – 5:37
2. "Demons Gate" – 9:13
3. "Crystal Ball" – 5:23
4. "Black Stone Wielder" – 7:36
5. "Under The Oak" – 6:56
6. "A Sorcerer's Pledge" – 8:17

## Musikere
- Leif Edling – bas
- Mats Björkman – rytmeguitar
- Mats Ekström – trommer
- Johan Längqvist – sang
- Klas Bergwall – lead guitar
- Cille Svenson – sang på "A Sorcerer's Pledge"